# Західноманітобська височина

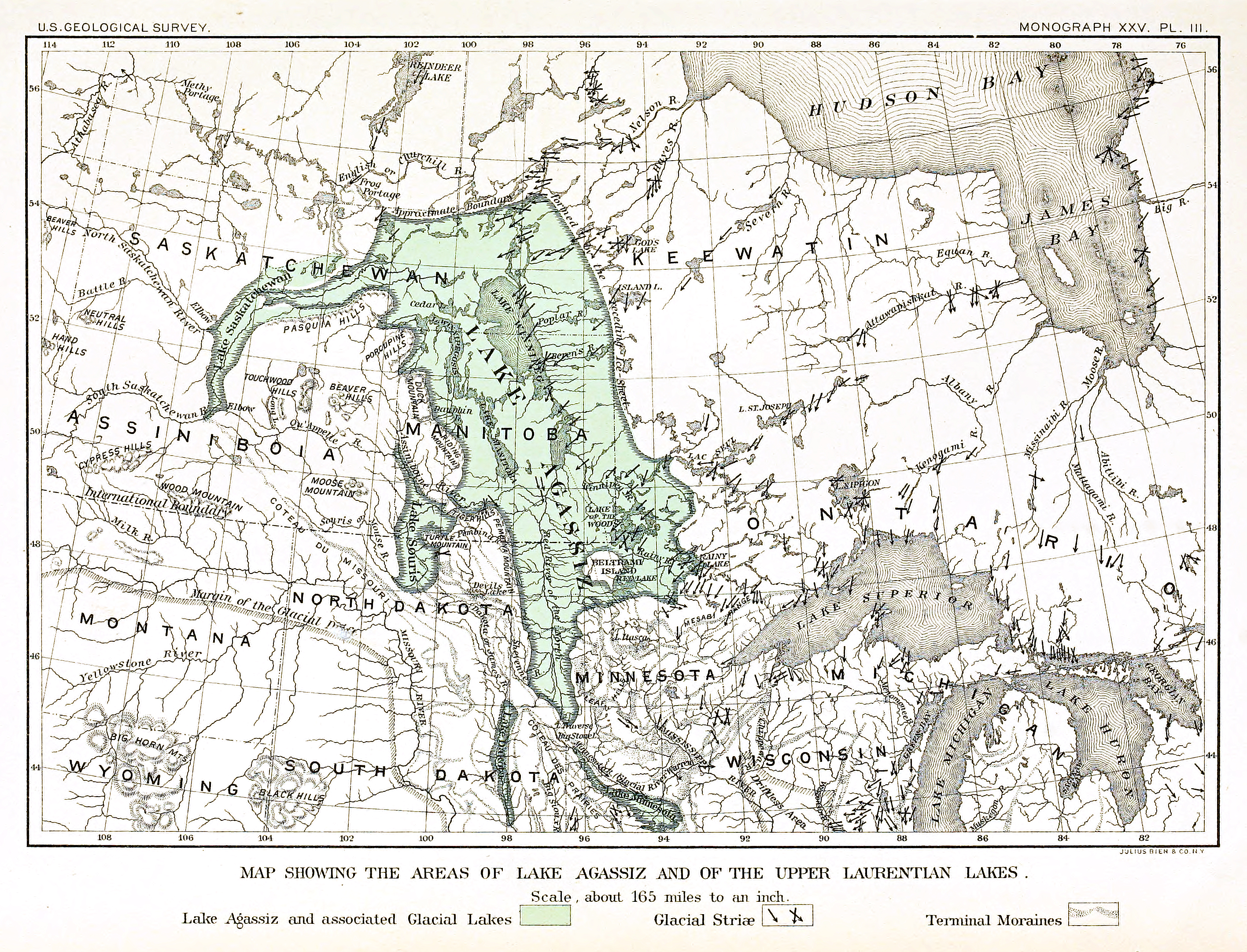
Карта озера Агассіз, створена геологом Воррен Апхем. На ній зображено пагорби та гори, що утворюють Західноманітобську височину. На карті також показано озера Саскачеван та Суріс (озеро), які утворювали північну та південну межі височини.

Західноманітобська височина або Манітобський уступ — височина, що простягається уздовж кордону між канадськими провінціями Саскачеван та Манітоба. Складається з ряду пагорбів, стрімкі східні схили яких формують уступ. Західноманітобська височина утворилася внаслідок діяльності льодовика і позначає західний край колишнього прильодовикового озера Агассіз.

## Географія
На схід від Західноманітобської височини лежить Манітобська низовина, де розташований комплекс пов'язаних між собою озер, зокрема озера Вінніпегосіс, Дофін та Манітоба та найбільше з них — озеро Вінніпег. Ці озера є останніми залишками озера Агассіз.
На північ від пагорбів регіону лежать низовини, через які протікає річка Саскачеван. Колись ця місцевість була заповнена водами озера Саскачеван, яке, можливо, було затокою озера Агассіз.
На захід від регіону простягаються рівнини Саскачевану. Колись ця територія була вкрита осиковими лісами та лісостепами, одна наразі більшість з них вирубані, а на їх місці створені сільськогосподарські угіддя.
На південь від Західноманітобської височини лежать долини річок Ассінібойн та Суріс. Колись ця місцевість була заповнена водами озера Суріс, яке, можливо, було затокою озера Агассіз. На південь від долин розташований уступ Пембіна. Як і Манітобський уступ, він колись був берегом озера Агассіз.
Західноманітобську височину перетинають три річки, долини яких ділять її на чотири окремі горбисті масиви:
- Річка Ред-Дір[en] розділяє пагорби Паскія[en] та Порк'юпайн[en];
- Річка Свон[en] розділяє пагорби Порк'юпайн та гори Дак[en] ;
- Річка Веллі[en] розділяє гори Дак та Райдінг.

## Геологія
Остаточно рельєф Західноманітобської височини сформувався лише наприкінці останнього льодовикового періоду, 9-10 тисяч років тому. Під час льодовикового періоду велика частина Північної Америки була вкрита Лаврентійським льодовиковим щитом. Коли льодовиковий щит почав танути й відступати, тала вода заповнила улоговину між високогір'ями на заході та рештою льодовикового щита на сході.
Пагорби Паскія і Порк'юпайн, а також гори Дак і Райдінг існували ще до льодовикового періоду, але саме після нього східні схили цих пагорбів перетворилися на уступи.

## Екологія
Західноманітобська височина вкрита мішаними лісами, основу яких складають американські осики (Populus tremuloides), бальзамисті тополі (Populus balsamifera), сизі ялини (Picea glauca), чорні ялини (Picea mariana) та бальзамисті ялиці (Abies balsamea). Трапляються гаї паперової берези (Betula papyrifera). У більш сухих частинах височини ростуть сосни Банкса (Pinus banksiana), а у вологих районах — американські модрини (Larix laricina). Чагарники утворюють густий підлісок, а в лісовій підстилці ростуть трави, мохи і папороті.
Ізольована природа пагорбів регіону означає, що тут можна зустріти багато рідкісних видів рослин. Наприклад, в околицях містечка Хадсон-Бей в Саскачевані росте принаймні 6 рідкісних видів фіалок та 21 вид рідкісних орхідей.

## Історія
До появи в Канаді європейців на території Західноманітобської височини мешкали племена болотних крі, рівнинних крі, ассінібойнів та солто. Горбистий рельєф допомагав у розмежуванні землі, яку контролювали різні племена, а долини річок забезпечували торгові шляхи.
Першим європейцем, який досліджував регіон, був Генрі Келсі, який подорожував із групою торговців крі з факторії Йорк до річки Ред-Дір, щоб заохотити аборигенів торгувати з компанією Гудзонової затоки.
Протягом XVIII та XIX століть торгівля хутром приваблювала в регіон багатьох європейців, які засновували торгові факторії та поселення.
У 1890-х роках Канадська Північна залізниця побудувала лінію вздовж східної сторони височини, яка зрештою у 1900 році була доведена до Ервуда в Саскачевані, в долині Ред-Діру. Внаслідок побудови залізниці в регіоні почала розвиватися лісові промисловості, яка витіснила торгівлю хутром як головну складову економіки регіону.
Протягом XX століття тривала імміграція до регіону. Люди займалися землеробством на східних і західних схилах височини, а також у долинах річок. У Західній Канаді поселенці зазвичай об'єднувалися за етнічною ознакою, формуючи блокові поселення. В районі Західноманітобської височини більшість поселенців були українцями, росіянами або поляками.